# Gerd Schimansky
Gerd Schimansky (* 24. August 1912 in Düsseldorf; † 5. März 2010 in Schwerte) war ein deutscher Philologe und Pädagoge.  
In Düsseldorf geboren, kehrte Schimansky noch als Kind in die ostpreußische Heimat seiner Eltern zurück. In Königsberg besuchte er das Königliche Hufengymnasium, wo Ernst Wiechert zu seinen Lehrern zählte. Schimanskys Jugend wurde geprägt von der Bewegung der Wandervögel. Nach dem Abitur studierte er an der Philipps-Universität Marburg und der Universität Wien Germanistik, Geschichtswissenschaft und Psychologie. Nach erfolgreichem Abschluss seines Studiums und einer Promotion 1937 an der Königsberger Albertina, arbeitete Schimansky zwischen 1937 und 1942 als Heerespsychologe und von 1942 bis 1945 als Studienrat an der Heeresfachschule in Königsberg. Der Reserveoffizier wurde 1944 zum Kriegsdienst eingezogen und geriet 1945 in US-amerikanische Kriegsgefangenschaft. 1946 kehrte er aus den USA zurück und lebte fortan in Schwerte an der Ruhr. 
1947 wurde Schimansky zum Dozenten ans Katechetische Amt in Haus Villigst, dem späteren Pädagogischen Institut der Evangelischen Kirche von Westfalen berufen, dessen Leiter er von 1964 bis 1972 war. Gerd Schimansky ist der Schwager des Widerstandskämpfers und Pfarrers der Bekennenden Kirche Ulrich Sporleder (1911–1944).